# Brigade der besten Qualität

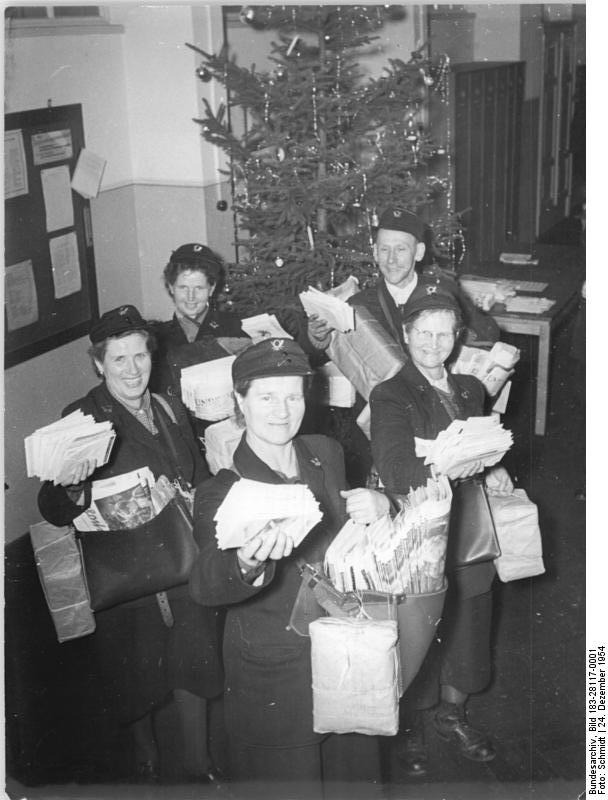
Die Brigade "Theo Neubauer", die als beste Brigade der Briefzusteller als "Brigade der besten Qualität" ausgezeichnet wurde (1954).

Brigade der besten Qualität war eine staatliche Auszeichnung  der Deutschen Demokratischen Republik (DDR). 
Anders als üblich wurde nicht mit einer Medaille oder Plakette geehrt. Als Vorstufe zur Erringung des Ehrentitels galt der Besitz des Ehrentitels Brigade der ausgezeichneten Qualität. Gestiftet wurde der Ehrentitel am 19. April 1950 und noch im gleichen Jahr an 100 Brigaden verliehen, die als Sieger im Wettbewerb von Brigade zu Brigade durch die Anwendung neuer Arbeitsmethoden und die Durchsetzung des wissenschaftlich-technischen Fortschritts besondere Leistungen gezeigt hatten. Das galt ebenso für die Faktoren der Verbesserung der Qualität der Erzeugnisse und bei der Schaffung unfallfreier Arbeitsplätze. Mit der Verleihung des Titels wurde der Brigade eine Geldprämie und eine Urkunde überreicht.
Am 28. August 1964 wurde die Verleihung des Titels eingestellt.